# 仲戸川智隆
仲戸川 智隆（なかとがわ ともたか、1970年10月14日 - ）は、日本のフルート奏者。東京都生まれ。

## 経歴
フルートを飯島和久、金昌国、西田直孝、佐久間由美子、中野富雄、湯川和雄、パウル・マイゼンに師事。
- 1988年、神奈川県立湘南高等学校在学中に第4回かながわ学生音楽コンクール（現：かながわ音楽コンクール）管楽器部門総合第1位。
- 1990年、東京芸術大学音楽学部入学。
- 1992年、第3回日本木管コンクール入選。
- 1994年、東京芸術大学大学院音楽研究科入学。
- 1996年、第8回宝塚ベガコンクール　木管部門入選。
- 1999年より、常葉学園短期大学音楽科専任講師として後進の指導にあたる。

- 現在、常葉大学短期大学部音楽科准教授として後進の指導にあたるほか、主にフルートアンサンブルにおける指揮、編曲活動なども行う。
- 西洋音楽史の講演活動を行っている。
- 2019年3月、常葉大学短期大学部を退職。

## 使用楽器
- フルート:頭部管：ラファン、胴部管、足部管：マテキフルート総14K
- ピッコロ：山田ピッコロ